# Arroyo Valcorba
El arroyo Valcorba es un arroyo afluente del río Duero por su margen izquierda, que con 26 km de longitud, recorre las tierras del antiguo Sexmo de Valcorba, al que da nombre, en la provincia de Valladolid, comunidad autónoma de Castilla y León, España.
Nace en el término municipal de Bahabón, muy cerca del límite con Campaspero, atravesando el despoblado de Minguela, donde recoge las aguas de la Fuente de Minguela y recorre el propio Bahabón por el norte. De allí pasa a Torrescárcela y a la pedanía de Aldealbar. Tras abandonar el término de Torrescárcela se adentra durante unos kilómetros en el de Montemayor de Pililla, en su parte oriental, para pasar ya a Santibáñez de Valcorba, última localidad que recorre. Pasado Santibáñez, desemboca en el río Duero, en el término de Traspinedo.